# Кучпозаёль
Кучпозаёль — река в России, протекает в Республике Коми по территории Печерского района.

## География
Устье реки находится в 85 км по правому берегу реки Кожва. Длина реки составляет 12 км.

## Этимология гидронима
Гидроним происходит из языка коми, в котором окончание ёль означает «ручей», а первая часть, возможно, связана с кутш — «орел», поз — «гнездо», -а — суффикс наличия. «Ручей с орлиным гнездом».

## Данные водного реестра
По данным государственного водного реестра России относится к Двинско-Печорскому бассейновому округу, водохозяйственный участок реки — Печора от водомерного поста у посёлка Шердино до впадения реки Уса, речной подбассейн реки — бассейны притоков Печоры до впадения Усы. Речной бассейн реки — Печора.
Код объекта в государственном водном реестре — 03050100212103000064013.